# 聶耀婷
聶耀婷（？年10月7日—），籍貫湖北，岡山人，前臺灣女子籃球運動員，場上位置為中鋒，1968年加盟亞東女籃，1976年退休，退休後曾擔任亞東女籃與中華白隊管理，1981年嫁人。